# Grootfontein
Grootfontein (nama: Gei-lous, herero: Otjiwanda Tjongue) är en ort i regionen Otjozondjupa i nordöstra Namibia, belägen på 1 460 meters höjd över havet på vägen som förbinder Windhoek med Capriviremsan. Staden hade 16 400 invånare vid folkräkningen 2011, på en yta av 70,1 km².

## Historia
Grootfontein grundades av boerna år 1885. Området kom under tysk kontroll år 1895, och ett tyskt fort byggdes på platsen 1896.

## Klimat
Uppmätta normala temperaturer och -nederbörd i Grootfontein:
|                                            | Jan   | Feb   | Mar  | Apr  | Maj  | Jun  | Jul  | Aug  | Sep  | Okt  | Nov  | Dec  |
| ------------------------------------------ | ----- | ----- | ---- | ---- | ---- | ---- | ---- | ---- | ---- | ---- | ---- | ---- |
| Normaldygnets maximitemperaturs medelvärde | 30,9  | 29,8  | 29,4 | 28,5 | 26,5 | 24,0 | 23,8 | 26,8 | 30,6 | 32,1 | 31,9 | 31,3 |
| Normaldygnets minimitemperaturs medelvärde | 18,5  | 18,0  | 17,1 | 14,4 | 10,4 | 7,1  | 6,8  | 9,6  | 13,8 | 16,9 | 18,0 | 18,4 |
|                                            |       |       |      |      |      |      |      |      |      |      |      |      |
| Nederbörd                                  | 141,7 | 127,0 | 99,6 | 30,1 | 4,3  | 0,4  | 0,0  | 1,3  | 4,9  | 21,5 | 51,6 | 70,7 |

| Diagram | temperaturer i °C • månadsnederbörd i mm | temperaturer i °C • månadsnederbörd i mm | temperaturer i °C • månadsnederbörd i mm | temperaturer i °C • månadsnederbörd i mm | temperaturer i °C • månadsnederbörd i mm | temperaturer i °C • månadsnederbörd i mm | temperaturer i °C • månadsnederbörd i mm | temperaturer i °C • månadsnederbörd i mm | temperaturer i °C • månadsnederbörd i mm | temperaturer i °C • månadsnederbörd i mm | temperaturer i °C • månadsnederbörd i mm | temperaturer i °C • månadsnederbörd i mm |
|         | 142 31 19                                | 127 30 18                                | 100 29 17                                | 30 29 14                                 | 4 27 10                                  | 0 24 7                                   | 0 24 7                                   | 1 27 10                                  | 5 31 14                                  | 22 32 17                                 | 52 32 18                                 | 71 31 18                                 |